# Quốc kỳ Palestine

Quốc kỳ Palestine

Quốc kỳ Palestine gồm ba dải ngang màu đen, trắng, lục, theo thứ tự từ trên xuống dưới. Mé cán cờ có một hình tam giác cân màu đỏ.